# Calodia paraostenta
Calodia paraostenta är en insektsart som beskrevs av Nielson 1991. Calodia paraostenta ingår i släktet Calodia och familjen dvärgstritar. Inga underarter finns listade i Catalogue of Life.